# Dobratice
Dobratice är en ort i Tjeckien. Den ligger i den östra delen av landet, 300 km öster om huvudstaden Prag. Dobratice ligger 397 meter över havet och antalet invånare är 1 047.
Terrängen runt Dobratice är kuperad åt sydost, men åt nordväst är den platt. Runt Dobratice är det ganska tätbefolkat, med 80 invånare per kvadratkilometer. Närmaste större samhälle är Havířov, 13,8 km norr om Dobratice. Omgivningarna runt Dobratice är en mosaik av jordbruksmark och naturlig växtlighet.